# 吸血鬼：避世血族2
《吸血鬼：避世血族2》是即将发行的動作角色扮演遊戲，由Hardsuit Labs开发、Paradox Interactive发行。游戏采用白狼出版的黑暗世界设定，改编自该公司的桌面角色扮演游戏《吸血鬼之避世潜藏》，是2004年电子游戏《吸血鬼之避世–血族》的续作。故事讲述了21世纪西雅图的一个人类，被杀死并被复活为吸血能力较弱的薄血族吸血鬼。
《惡夜獵殺血族2》主要以第一人称视角进行，交替以第三人称展示剧情。玩家为角色选择三种薄血族天赋之一，获得可升级的独特能力，之后再加入五个血族之一。
游戏预定于2025年10月发行，对应Microsoft Windows、PlayStation 5、Xbox Series X/S平台。

## 剧情

### 背景设定
在黑暗世界里，因为每一代的吸血鬼体内来自吸血鬼真祖該隱的力量和来自上古耆宿血統（Antediluvian）的特质都会比上一代薄弱。到了第十五代后这些力量和特质已经因为血脉稀薄而变得很弱，第十五代或以后的吸血鬼因此被统称为薄血族（Thinblood）。薄血族虽然一直存在，但他们数量的增加和看似会来临的薄血时代被视为吸血鬼末日（Gehenna）的预兆之一，因此薄血族一直被吸血鬼视为麻烦和威胁并遭受歧视。另一个导致薄血族被视为威胁的原因在于他们虽然力量比较弱小，特别不幸的甚至会慢慢衰老，但相对的接近人类，甚至可以在太阳下行走几个小时、跟人类生儿育女和逃过部分吸血鬼猎人的视线。一部分薄血族甚至可以透过混合吸血鬼的生命源血（Vitae，一种经过浓缩而且充满魔力的血，平日储藏在吸血鬼的心脏内，因此吸血鬼可以透过木桩穿心完全定身）和人血创造新的天赋。这种独特性令部分吸血鬼认为他们也许就是吸血鬼进化的方向和生存的希望。
西雅图自建立以来就一直是密黨（Camarilla）治下的城市之一，但直到2000年为止西雅图都是由当地一个名为开拓者的派系统治着。跟前作的洛杉磯不同，西雅图一直都没有受到自由派（Anarchs）的入侵，在美国西岸的自由派乐土（Anarch Free State）陷落后更是如此。随着密黨的直接进驻，西雅图也开始走向现代化，各个派系之间的关系也越发紧张，2020年的大规模初拥（Mass Embrace）事件更是注定造成更多的混乱。
以下为西雅图当地的主要派系：
- 密黨（Camarilla）：在2000年直接入主西雅图后，以克羅斯亲王为首的西雅图密黨透过渗透当地的投資銀行和科技产业快速发迹。成员大多为企业总裁、科技大亨、投资银行家等。
- 开拓者(Pioneers)：西雅图以前的统治者，为当地三大旧派系之一。自从密黨进驻和克羅斯上台以来势力就一直倒退，只能保有一小部分从前的领土，因此跟其他派系的竞争关系特别紧张。成员大多为伐木工、渔民、走私贩、旧时的富豪家族、音乐家和艺术家，以及许多其他长期居住在普吉特湾的居民。
- 新来者(Newcomers)：托睿魔爾（Tremere）氏族秩序金字塔崩塌后诞生的其中一个支派，透过付出不明代价从克羅斯换得进入西雅图并支配大学区的权利。因为是由托睿魔爾氏族的吸血鬼组成（因为托睿魔爾氏族始祖是透过吞噬一位上古耆宿变成吸血鬼的，加上氏族独有的鲜血奇术，所以一直不太被信任）和是最新的外来派系而跟其他派系关系不佳，更被男爵派视为威胁。
- 男爵派(The Baron)：西雅图地下秩序的维持者，为当地三大旧派系之一。自成立以来都是靠不法勾当维生。成员大多为罪犯、黑帮成员和杀手。
- 隐藏者(The Unseen)：只有来自諾斯弗拉圖氏族的吸血鬼组成的派系，为当地三大旧派系之一。成员大多为记者、流浪汉和非法居留者。自西雅图建立以来就一直作为情报贩子集团在地下活跃着。

### 故事大纲
在圣诞节即将到来的时候，大量初拥事件导致西雅图陷入混乱。玩家作为大规模初拥事件的受害者之一在变成薄血族吸血鬼后被密黨逮捕，却在被处死前在神秘人的提示下逃脱，并得以在戴爾持有的安全屋中隐藏起来。作为无情、残酷的黑暗世界的最新一员，玩家必须在混乱的西雅图想办法生存下来。玩家会在游戏中城里为数不多的独立代理人之一透过执行来自各大派系的任务建立人脉和声望，并在过程中调查大规模初拥事件的真相。

## 角色
- 薄血族（Thinblood）：玩家角色，同时也是大规模初拥事件的受害者之一。
- 戴爾·塔利(Dale Talley)：居住在西雅图的一位吸血鬼，因为自觉人类社会的现代化会令吸血鬼的生活越加艰难而喜欢囤积血包，平日靠买卖情报和收取租金度日。他会是玩家的房东和指导。所属血族不明。
- 亞歷克·克羅斯(Alec Cross)：西雅图的密黨亲王。屬於梵卓（Ventrue）氏族。跟前作的洛杉矶亲王塞巴斯蒂安·拉克魯瓦不同，是一位有能力的稳健型领袖，透过带领当地密黨利用现代化的浪潮令密黨成为当地的统治者，并透过适当的妥协和权力下放成功维护潛藏規條和安抚其他派系。大规模初拥事件却可能成为他任期的一大污点。
- 維克托·戈加(Viktor Goga)：新来者的领袖，人称教授。屬於托睿魔爾（Tremere）氏族。似乎是一位充满人格魅力的思想领袖。
- 盧·格兰德(Lou Grand)：西雅图前任亲王，自从被克羅斯赶下台后一直统领着开拓者。所属氏族不明。
- 奧羅拉的男爵(Baron of Aurora)：神秘的男爵派领袖。所属氏族不明。
- 三人理事會(The Council of Three)：隐藏者的领袖。屬於諾斯弗拉圖（Nosferatu）氏族。
- 艾麗夫·帕瑪克（Elif Parmak）：新来者的成员，也是夜店Atrium的店主。屬於托睿魔爾（Tremere）氏族。
- 約瑟芬(Josephine)：男爵派的成员。所属氏族不明。
- 丹普先生(Mr. Damp)：男爵派的成员，似乎为变态杀手。所属氏族不明。
- 塞繆爾(Samuel)：隐藏者的成员。屬於諾斯弗拉圖（Nosferatu）氏族。
- 少女（Damsel）：洛杉磯反叛軍的成員，为前作的登场角色之一，在衔接前作和本作故事的活动“Vein Pursuit”中扮演关键角色。屬於布魯赫（Brujah）氏族。

## 发行
游戏原预定2021年发行，对应Microsoft Windows、PlayStation 4、PlayStation 5、Xbox One和Xbox Series X平台，但之后又宣布延期。